# Гасанов, Аваз Едияр оглы
Аваз Едияр оглы Гаса́нов (азерб. Əvəz Yediyar oğlu Həsənov; 28 марта 1971, Кельбаджар — 26 ноября 2021, Баку) — азербайджанский общественный деятель и правозащитник, Директор Общества гуманитарных исследований (Баку).

## Биография
Являлся вынужденным переселенцем из Кельбаджарского района; до Первой карабахской войны проживал в городе Кельбаджар. После переезда в Баку установил контакты с другими азербайджанскими беженцами из Армении и вынужденными переселенцами из Карабах. Выяснением судьбы азербайджанцев, пропавших без вести в зоне военных действий.
В 2000 году был приглашён к сотрудничеству с Международной рабочей группой по пропавшим без вести, в составе которой посещал территории, подконтрольные армянским силам. В 2009 году азербайджанские кинематографисты сняли фильм о его сотрудничестве с армянским правозащитником Альбертом Восканяном.
Являлся продюсером нескольких документальных лент; сотрудничал с коллегами из Армении и Нагорного Карабаха в работе над серией совместных документальных проектов о Первой карабахской войне. Участвовал на презентациях фильмов в различных районах Азербайджана.

## Сочинения
- Нагорный Карабах: трудный путь народной дипломатии. Баку, 2019.